# Red Gone Wild: Thee Album
Red Gone Wild: Thee Album – szósty album studyjny rapera z New Jersey Redmana. Album wydany dopiero po 6 latach od wydania poprzedniego. Tym razem Redman skorzystał z usług wielu producentów. Ukazanie się albumu było przekładane parę razy, głównie z powodu wydawania innych płyt w wytwórni Def Jam, i by nie robić sobie wzajemnie konkurencji. Pierwszym Singlem jest "Put It Down". W pierwszym tygodniu sprzedano 44 tys. kopii a do tej pory łącznie 206,400 kopii.

## Lista utworów
| #  | Tytuł                               | Gościnnie                                      | Producent                                                      | Czas |
| -- | ----------------------------------- | ---------------------------------------------- | -------------------------------------------------------------- | ---- |
| 1  | "Fire"                              | E3                                             | E3                                                             | 2:13 |
| 2  | "Bak Inda Buildin'"                 |                                                | Adam Deitch and Chris 'Max' Pinset for Gilla House Productions | 2:26 |
| 3  | "Put It Down"                       |                                                | Timbaland                                                      | 3:22 |
| 4  | "Gimmie One"                        |                                                | Pete Rock                                                      | 3:29 |
| 5  | "Fuck Ur Opinion" (skit)            |                                                | Da Mascot                                                      | 0:21 |
| 6  | "Sumtn 4 Urrbody"                   | Blam, Runt Dawg, Ready Roc, Icadon & Saukrates | Adam Deitch and Chris 'Max' Pinset for Gilla House Productions | 3:55 |
| 7  | "How U Like Dat"                    | Gov Mattic                                     | Rockwilder                                                     | 2:15 |
| 8  | "Freestyle Freestyle"               |                                                | Scott Storch                                                   | 4:10 |
| 9  | "Walk In Gutta"                     | Def Squad & Biz Markie                         | Erick Sermon                                                   | 4:08 |
| 10 | "Wutchoogonnado"                    | Melanie Rutherford                             | Da Mascot                                                      | 5:55 |
| 11 | "Dis Iz Brick City"                 | Ready Roc                                      | DJ Clark Kent                                                  | 3:37 |
| 12 | "Rite Now"                          |                                                | Erick Sermon                                                   | 4:21 |
| 13 | "Blow Treez"                        | Ready Roc & Method Man                         | Watts                                                          | 3:35 |
| 14 | "Pimp Nutz"                         |                                                | Vitamin D                                                      | 4:16 |
| 15 | "Mr. Ice Cream Man" (skit)          |                                                | Da Mascot                                                      | 3:05 |
| 16 | "Hold Dis Blaow!"                   |                                                | Rockwilder                                                     | 3:39 |
| 17 | "Get ‘Em"                           | Saukrates & Icadon                             | Tha Chill                                                      | 3:24 |
| 18 | "Merry Jane"                        | Snoop Dogg & Nate Dogg                         | Rockwilder                                                     | 3:58 |
| 19 | "Gilla House Check"                 |                                                | Da Mascot                                                      | 3:00 |
| 20 | "No Mo' Soopaman Luva"              |                                                | Da Mascot                                                      | 0:43 |
| 21 | "Soopaman Luva 6 (Part I)"          | E3, Hurricane G & Melanie Rutherford           | Erick Sermon                                                   | 3:09 |
| 22 | "Soopaman Luva 6 1/2"               | Hurricane G & Melanie Rutherford               | Da Omen                                                        | 1:53 |
| 23 | "Suicide"                           |                                                | Adam Deitch and Chris 'Max' Pinset for Gilla House Productions | 3:29 |
| *  | "Fuck Da Security" (UK Bonus Track) |                                                | Adam F                                                         | 2:26 |
| *  | "Let’s Go" (Japan Bonus Track)      |                                                | Buckwild                                                       | 3:50 |

## Sample
"Gimmie One"
- "The Break In" – Marvin Gaye

"Walk In Gutta"
- "Heart Of Glass" – Blondie

"Blow Treez"
- "The Sun Is Shining" – Bob Marley

"Merry Jane"
- "Mary Jane" – Rick James

"Gilla House Check"
- "Snip Snap" – Goblin

"Rite Now"
- "Right Now Right Now" – Al Green

Wutchoogonnado
- "Midnight Groove" – Love Unlimited Orchestra

"Dis Iz Brick City"
- "You're The Joy Of My Life" – Millie Jackson

"Mr. Ice Cream Man" (skit)"
- "The Entertainer" – Scott Joplin

"Soopaman Luva 6 (Part I & Part 2)"
- "Give Me Your Love (Love Song)" – Curtis Mayfield

"Hold Dis Blaow!"
- "Things Done Changed" – Notorious B.I.G